# Tel de la llengua
El tel de la llengua o fre de la llengua o fre lingual (o, més rarament, vincle lingual) és un replec membranós, estret, prim, vertical i medià de la mucosa de la boca, que uneix aquesta amb la part posterior de la cara inferior de la llengua. Està innervat per fibres sensorials del nervi lingual (una branca del nervi mandibular, el qual prové del nervi trigemin) i fibres motores del nervi hipoglòs i té diverses variants anatòmiques. Pot ser doble i no causar cap problema funcional. La seva absència, sense que sigui part d'una síndrome malformativa determinada, és molt infreqüent. Aquest defecte es veu de vegades en la síndrome d'Ehlers-Danlos. En alguns casos de proteïnosi lipoidea, el fre lingual està engruixit i té la mobilitat reduïda a causa de l'existència de material hialí PAS-positiu infiltrat. La malaltia de Riga-Fede és una afecció infantil poc habitual i de naturalesa traumàtica, caracteritzada per la presència d'úlceres al tel de la llengua i/o a zones adjacents de la línia mitjana de la cara ventral d'aquesta, causades pel frec repetitiu amb els incisius inferiors. Sol curar espontàniament després de la llimada odontològica dels incisius o de la col·locació d'unes fundes protectores dentals adequades. La formació d'una fístula entre un quist epidermoide intralingual i el fre de la llengua és un fet del tot insòlit. Poques vegades, un pírcing de metall que perfora aquesta zona és l'origen d'una candidosi oral per Candida dubliniensis en individus no immunodeficients.
L'anquiloglòssia (fre lingual massa curt que limita els moviments de la llengua) és l'anomalia congènita més comuna d'aquesta estructura anatòmica. Generalment, es considera que existeix anquiloglòssia quan la longitud del fre no supera els 1,5 cm. Adesiara, es presenta formant part d'una síndrome de Van der Woude, associada a un fre labial hipertròfic i també curt, acompanyat d'una estenosi congènita de l'obertura nasal del si piriforme o juntament amb un llavi leporí. És un dels factors relacionats amb el desenvolupament de la maloclusió de classe III, de sobremossegada i en algunes ocasions pot originar problemes de diversa índole durant la lactància, apnea obstructiva del son, mala higiene dental o una qualitat de vida disminuïda. S'han descrit casos de deshidratació hipernatrèmica neonatal per anquiloglòssia. No tots els nens amb fre lingual curt desenvolupen
trastorns de la parla significatius. Alguns d'ells poden tenir dificultats per articular determinades paraules a causa de defectes en la pronunciació de consonants alveolars o palatals com la t, d, l, n i r; els quals sovint es corregeixen logopèdicament. En certs casos, però, pot estar indicada la pràctica d'una frenectomia.
Aquest procediment quirúrgic consisteix simplement en la secció del vincle lingual, mentre que la frenuloplàstia és una cirurgia reconstructiva, en la qual primer es talla el fre i després es remodela deixant-lo més llarg per evitar que hi hagi tensió tissular. Hi ha diferents tècniques per efectuar la frenectomia lingual, les quals varien pel que fa a la seva indicació, eficàcia i risc de possibles complicacions.